# Động đất Arequipa 2018
Động đất Arequipa 2018 (tiếng Tây Ban Nha: Terremoto del sur del Perú de 2018) là trận động đất xảy ra vào lúc 04:18 (theo giờ địa phương), ngày 14 tháng 1 năm 2018. Trận động đất có cường độ 7,1 Mww, tâm chấn độ sâu khoảng 39 km. Hậu quả trận động đất đã làm 2 người chết, 139 người bị thương.